# Clara Copponi
Clara Copponi (ur. 12 stycznia 1999 w Aix-en-Provence) – francuska kolarka torowa i szosowa, czterokrotna medalistka mistrzostw świata.

## Kariera
Pierwszy medal w karierze zdobyła w 2016 roku, kiedy zajęła trzecie miejsce w drużynowym wyścigu na dochodzenie na torowych mistrzostwach świata juniorów w Aigle. Wynik ten powtórzyła rok później podczas mistrzostw świata juniorów w Montichiari, a w 2019 roku zdobyła srebrne medale w omnium i drużynowym wyścigu na dochodzenie na mistrzostwach Europy U-23 w Gandawie. Podczas mistrzostw świata w Berlinie w 2020 roku wywalczyła srebrny medal w madisonie. W tej samej konkurencji zdobyła też srebrne medale na mistrzostwach świata w Roubaix (2021) i mistrzostwach świata w Yvelines (2022). Na ostatniej z tych imprez wywalczyła ponadto brązowy medal w drużynowym wyścigu na dochodzenie.
Startowała na igrzyskach olimpijskich w Tokio, zajmując piąte miejsce w madisonie i ósme w omnium.